# Caldecote (Hertfordshire)
Pour les articles homonymes, voir Caldecote.
Caldecote est une paroisse civile et un village du Hertfordshire, en Angleterre.